# 미스 김은 복수할 자격이 있다
《미스 김은 복수할 자격이 있다》는 2002년 1월 18일에 MBC에서 방영한 베스트극장이다.

## 등장 인물

### 주요 인물
- 김명국 : 박 과장 역
- 조혜영 : 정은 역

### 그 외 인물
- 양희경 : 순자 역 - 박 과장의 아내
- 문회원
- 최재호
- 박형선
- 권인선
- 송성희
- 안선영 : 미자 역 - 정은의 친구
- 김영일 (아역)
- 유진수 (아역)